# Deirdre Ryan
Deirdre Ryan (Dundrum, 1º giugno 1982) è un'ex altista irlandese.

## Palmarès
| Anno | Manifestazione   | Sede       | Evento        | Risultato | Prestazione | Note |
| ---- | ---------------- | ---------- | ------------- | --------- | ----------- | ---- |
| 1999 | Mondiali allievi | Bydgoszcz  | Salto in alto | 13ª (q)   | 1,70 m      |      |
| 2001 | Europei juniores | Grosseto   | Salto in alto | (q)       | 1,79 m      |      |
| 2001 | Universiadi      | Pechino    | Salto in alto | 15ª (q)   | 1,80 m      |      |
| 2002 | Europei indoor   | Vienna     | Salto in alto | 22ª (q)   | 1,84 m      |      |
| 2005 | Europei indoor   | Madrid     | Salto in alto | 14ª (q)   | 1,83 m      |      |
| 2006 | Europei          | Göteborg   | Salto in alto | 13ª       | 1,84 m      |      |
| 2007 | Europei indoor   | Birmingham | Salto in alto | 17ª (q)   | 1,84 m      |      |
| 2009 | Europei indoor   | Torino     | Salto in alto | 10ª (q)   | 1,85 m      |      |
| 2009 | Mondiali         | Berlino    | Salto in alto | 29ª (q)   | 1,85 m      |      |
| 2010 | Mondiali indoor  | Doha       | Salto in alto | 17ª (q)   | 1,85 m      |      |
| 2010 | Europei          | Barcellona | Salto in alto | 15ª (q)   | 1,90 m      |      |
| 2011 | Mondiali         | Taegu      | Salto in alto | 5ª        | 1,93 m      |      |
| 2012 | Giochi olimpici  | Londra     | Salto in alto | 27ª (q)   | 1,85 m      |      |